# Rock 'n' Roll Lullaby
Rock 'n' Roll Lullaby is een nummer van 10cc. Het is afkomstig van hun album How Dare You!.
Rock 'n' Roll Lullaby (rock and roll-slaapliedje) is een lied, dat gaat over het naar bed brengen van welk kind dan ook. De zanger zingt zijn kind een nacht vol met mooie dromen toe, maar als het uitmondt in een nachtmerrie, dan mag het kind nog wel naar hem toe komen. Het mag, om te tonen hoe sterk het is, ook proberen de monsters zelf te verdrijven. Bij het horen van het lied zal een kind nauwelijks de slaap kunnen vatten, daarvoor is het te stevig.

## Musici
- Kevin Godley – zang, slagwerk, achtergrondzang
- Eric Stewart – zang, gitaar, steelgitaar, piano
- Lol Creme – elektrische gitaar, achtergrondzang
- Graham Gouldman – basgitaar, dobro, slide steelgitaar, glockenspiel